# Sofia Bochan-Sawinkowa
Sofia Dorofiejewna Bochan-Sawinkowa, ros. София Дорофеевна Бохан-Савинкова (ur. 1902, zm. 9 maja 1939 r. w Wilnie) – rosyjska emigracyjna poetka, pisarka i publicystka.
Była córką Dorofieja D. Bochana. Ukończyła gimnazjum w Mińsku. Pod koniec 1920 r. przybyła do Polski. Zamieszkała w Wilnie. Ukończyła studia filozoficzne na uniwersytecie w Pradze, po czym obroniła pracę doktorską. Polskie władze nie uznały jednak dyplomy, w związku z czym S. D. Bochan-Sawinkowa rozpoczęła studia na wileńskim Uniwersytecie Stefana Batorego. Jednocześnie od 1931 r. pełniła funkcję sekretarza redakcji biuletynu „Balticoslavica” Instytutu Badań nad Wschodnią Europą. Była autorką wierszy i opowiadań publikowanych w miejscowych pismach „Виленское утро”, „Наше время”, „Новая искра”. Pisała artykuły na tematy filozoficzne. Od 1933 r. współpracowała z pismem „Новая эпоха”, które wychodziło w Narwie. Występowała z wykładami i odczytami na zebraniach sekcji literacko-artystycznej Wileńskiego Stowarzyszenia Rosyjskiego. Była też członkiem Stowarzyszenia Teozoficznego.